# Condado de Sumner (Tennessee)
O Condado de Sumner é um dos 95 condados do Estado americano do Tennessee. A sede do condado é Gallatin, e sua maior cidade é Hendersonville. O condado possui uma área de 1407 km² (dos quais 36 km² estão cobertos por água), uma população de 130 449 habitantes, e uma densidade populacional de 95 hab/km² (segundo o censo nacional de 2000). O condado foi fundado em 1786.